# Disa stairsii
Disa stairsii é uma espécie de orquídea geralmente terrestre pertencente à subtribo Disinae, que existe do nordeste do Zaire, ao leste da África tropical. Trata-se de planta com raízes tuberosas vilosas de poucas ramificações e caule sem ramificações nem pilosidades, com folhas geralmente anuais, inflorescência também sem ramificações, flores de sépala dorsal galeada e pétalas oblongas, labelo sem calcar, e coluna sem apêndices proeminentes, com duas polínias. É a espécie-tipo da seção Stoloniferae, entre as poucas Disa de raízes sem tubérculos.